# Siiri Rantanen
Siiri Rantanen (Tohmajärvi, Finlandia; 14 de diciembre de 1924-Lahti, 5 de mayo de 2023) fue una esquiadora de Finlandia especialista en Esquí de fondo que fue campeona olímpica y ganó cinco medallas en el Campeonato Mundial de Esquí Nórdico.

## Carrera

### Juegos Olímpicos
Participó en tres ediciones de los Juegos Olímpicos de Invierno, donde ganó la medalla de oro en el evento de relevos 3 x km en Cortina d'Ampezzo 1956, medalla de bronce en el evento de 10 km en Oslo 1952 y medalla de bronce en el evento de relevos 3 x 5 km en Squaw Valley 1960.

### Copa Mundial de Esquí
Ganó dos medallas de plata en la edición de Falun 1954 en los eventos de 10 km y relevos 3 x 5 km, en Lahti 1958 ganó medalla de plata en la prueba de relevos 3 x 5 km y medalla de bronce en los 10 km. En Zakopane 1962 ganó la medalla de bronce en los relevos 3 x 5 km.